# Fabrication de masques de protection en France
 (octobre 2024).
La fabrication de masques de protection en France a connu une baisse avant la pandémie de Covid-19. Afin de répondre aux besoins, la production est relancée.

## Histoire
En septembre 2018, la principale usine de masques en France, située à Plaintel, qui pouvait fabriquer jusqu’à 200 millions de masques par an, ferme ses portes.
En raison de la pandémie de Covid-19, la production est relancée en France.
Début mars 2020, la France comptait trois producteurs de masques de protection sur son sol. Un mois plus tard, toute une filière a pris corps, portée par plus de 300 TPE et PME sur tout le territoire, qui produisent chaque jour 500 000 masques au total. 

## Exemples
En mars 2020, l'entreprise Paul Boyé Technologies à Labarthe-sur-Lèze a relancé ses machines pour produire des millions de masques FFP2 pour les soignants.
En avril 2020, Michelin se lance dans la production de masques sur dix sites avec pour objectif est de fabriquer 400 000 pièces par semaine.
Le groupe Chargeurs lance une fabrication via sa filiale Lainière de Picardie BC (usine à Buire Courcelles) sous sa marque Lainiére Santé.
Le même mois, une usine de la société Groupe Kolmi-Hopen située près d'Angers fonctionne 24 heures sur 24 pour produire 270 000 masques FFP2 par jour.
Thuasne (Levallois Perret) mets au point deux modèles réservés dans un premier temps à un usage professionnel, et à destination des professionnels exposées en première ligne (police, commerçant…).
Eurasia Groupe inaugure le 14 mai 2020, une usine de masques chirurgicaux et FFP2 au Blanc-Mesnil en Île-de-France,.